# Trnovac (Vrbanja)
Trnovac je rijeka-potok u središnjoj Bosni, jedna od mnogih desnih pritoka Vrbanje. Izvire na uzvisini Selačkoj, iznad sela Hajdarovića, ispod lokaliteta Velikog Poljanka (1240 m), na 1120 m n/v. 
Do sela Hajdarovića prima vodu šest desnih pritoka/vrela, a u selu još dva lijeva. U Vrbanju se ulijeva na izletištu Trnovcz, na nadmorskoj visini od 546 m.
Veći dio toka Trnovac teče u pravcu istok – zapad, usporedno s gornjim tokom Crkvenice i Lopačom (također desnim pritokama Vrbanje). Teče između Šipraškog brda i sela Kurušića (sjever) i Orahove ravni sa selom Gelićima (jug).
Oko 1960-ih godina na Trnovcu je bilo 12 vodenica, po šest kod Hajdarovića i ušća.